# Gof Nyaroli
Gof Nyaroli är en krater i Kenya.   Den ligger i länet Marsabit, i den centrala delen av landet, 400 km norr om huvudstaden Nairobi. Toppen på Gof Nyaroli är 684 meter över havet. Gof Nyaroli ingår i Res Fila.
Terrängen runt Gof Nyaroli är huvudsakligen platt, men den allra närmaste omgivningen är kuperad. Runt Gof Nyaroli är det mycket glesbefolkat, med 6 invånare per kvadratkilometer. Det finns inga samhällen i närheten. Omgivningarna runt Gof Nyaroli är i huvudsak ett öppet busklandskap.